# Henri Gérard (militaire)
Pour les articles homonymes, voir Gérard.
Henri Gérard, né le 28 mai 1873 à Gondrecourt-le-Château et mort le 9 septembre 1940 à Neuilly-sur-Seine, est un officier et militant socialiste français, ami de Jean Jaurès.

## Biographie
Officier dans l'infanterie, il rencontre Jaurès en 1903 et rejoint le socialisme. Il aide Jaurès à écrire son livre l'Armée nouvelle. Il n'hésite pas à intervenir publiquement en soutien des socialistes. Par exemple, alors qu'il est capitaine au 51e régiment d'infanterie, il témoigne au procès d'un syndicaliste poursuivi pour injures par un officier de gendarmerie. À la suite de cette action, un incident l'oppose le 23 avril 1909 à un autre officier de son régiment. Mis aux arrêts, il est enfermé en juillet au Val-de-Grâce car déclaré neurasthénique. Libéré à la suite de l'intervention de Jaurès, Renaudel et Dubreuilh, il se bat en duel contre son collègue, le blesse mais est acquitté à l'unanimité dans l'enquête qui suit.
Il est parmi les premiers avertis de l'assassinat de son ami et témoigne en 1919 au procès de son assassin.
Blessé en 1915 pendant la Première Guerre mondiale, il voit en Jean Jaurès un partisan du socialisme de guerre.

## Distinctions
- Commandeur de la Légion d'honneur (1930)[2]